# Schwaben Open 2023
Lo Schwaben Open 2023 è stato un torneo maschile di tennis professionistico giocato sulla terra rossa. È stata la 2ª edizione del torneo, facente parte della categoria Challenger 50 nell'ambito dell'ATP Challenger Tour 2023. Si è giocato al TC Augsburg di Augusta, in Germania, dal 21 al 26 agosto 2023.

## Partecipanti

### Teste di serie
| Nazionalità | Giocatore                     | Ranking* | Testa di serie |
| ----------- | ----------------------------- | -------- | -------------- |
| Argentina   | Hernán Casanova               | 242      | 1              |
| Libano      | Benjamin Hassan               | 244      | 2              |
| Argentina   | Román Andrés Burruchaga       | 254      | 3              |
| Canada      | Steven Diez                   | 255      | 4              |
| Francia     | Manuel Guinard                | 259      | 5              |
| Argentina   | Santiago Fa Rodríguez Taverna | 269      | 6              |
| Germania    | Timo Stodder                  | 274      | 7              |
| Spagna      | Nikolás Sánchez Izquierdo     | 279      | 8              |

* Ranking al 14 agosto 2023.

### Altri partecipanti
I seguenti giocatori hanno ricevuto una wild card per il tabellone principale:
- Marvin Möller
- Max Hans Rehberg
- Marko Topo

I seguenti giocatori sono passati dalle qualificazioni:
- David Pichler
- Nicolas Zanellato
- Gianmarco Ferrari
- Hady Habib
- Daniel Masur
- Christoph Negritu

Il seguente giocatore è entrato in tabellone come lucky loser:
- Henrique Rocha

## Punti e montepremi
| Torneo    | Torneo              | V     | F     | SF    | QF    | 2T  | 1T  | Q | Q2  | Q1  |
| Singolare | Punti               | 50    | 30    | 17    | 9     | 4   | 0   | 3 | 1   | 0   |
| Singolare | Premi in denaro (€) | 4,910 | 2,950 | 1,735 | 1,000 | 600 | 360 | – | 180 | 110 |
| Doppio    | Punti               | 50    | 30    | 17    | 9     | –   | 0   | – | –   | –   |
| Doppio    | Premi in denaro (€) | 1,900 | 1,110 | 670   | 390   | –   | 225 | – | –   | –   |

## Campioni

### Singolare
Carlos Taberner ha sconfitto in finale  Oriol Roca Batalla con il punteggio di 6–4, 6–4.

### Doppio
Constantin Frantzen /  Hendrik Jebens hanno sconfitto in finale  Constantin Bittoun Kouzmine e  Volodymyr Uzhylovskyi con il punteggio di 6–2, 6–2.